# جايسون كلارك (كاتب)
جايسون كلارك (بالإنجليزية: Jason Clarke)‏ هو كاتب أمريكي، ولد في 26 أكتوبر 1978.

## وصلات خارجية
- جايسون كلارك على موقع IMDb (الإنجليزية)